# Skiren
De Skiren waren een Oost-Germaanse stam, die oorspronkelijk leefde in het noorden van het tegenwoordige Polen. Met de Bastarnen trokken grote groepen van de Skiren naar het zuiden. Omstreeks 230 v.Chr. verschenen beide volken bij de Zwarte Zee. De Skiren leefden later ten oosten van de Bastarnen.

## De Grote volksverhuizing
In de 4e eeuw hadden de Skiren een woongebied in de Karpaten. Zij werden in 376 door de Hunnen verslagen. Een deel van de Skiren werd aan de Hunnen onderworpen. De rest sloeg op de vlucht en trok met de Ostrogoten en Visigoten naar het westen.
Na het uiteenvallen van het Hunnenrijk werden de achtergebleven Skiren opgenomen in het Romeinse Rijk. Ze kregen als foederati een vestigingsgebied toegewezen in Pannonië. Spoedig ontstonden er conflicten met de Ostrogoten, met wie zij in oorlog raakten. De Skiren vormden samen met de Herulen en Gepiden een verbond en vochten in 469 tegen de Ostrogoten in de Slag aan de Bolia, die gewonnen werd door de Ostrogoten. Na 469 is er in Pannonië geen vestigingsgebied van de Skiren meer aanwijsbaar. De overwonnen Skiren trokken met de eveneens verslagen Herulen naar Italië en traden daar als huurlingen in Romeinse dienst. In het Romeinse leger, dat in 476 de laatste Romeinse keizer afzette en de Germaan Odoaker tot koning van Italië uitriep, bevonden zich grote groepen Skiren. De Skiren gingen op in de Goten en andere Germaanse volken.
Alemannen · Ambivarieten · Ambronen · Ampsivaren · Angelen · Angrivariërs · Asdingen · Baemi · Bajuwaren · Bastarnen · Bataven · Bourgondiërs · Bructeren · Cananefaten · Chamaven · Chasuarii · Chatten · Chattuarii · Chauken · Cherusken · Cimbren · Cugerni · Dulgubnii · Fosi · Franken · Frisii · Gepiden · Goten · Harii · Helisiërs · Hermunduren · Herulen · Juten · Lakringen · Lemoviërs · Longobarden · Lugiërs · Manimiërs · Marcomannen · Marobudui · Marsi · Mattiakken · Naharvalen · Nemeten · Nerviërs · Ostrogoten · Quaden · Rugiërs · Saksen · Semnonen · Silingen · Sitones · Skiren · Sueben · Sugambren · Suiones · Tencteren · Teutonen · Toxandriërs · Triboken · Tubanten · Tudri · Tungri · Ubiërs · Usipeten · Vandalen · Vangionen · Visigoten · Volcae · Warnen
Germani cisrhenani:
Caerosi · Condrusi · Eburonen · Paemani · Segni
Stamverenigingen:
Herminones · Ingvaeones · Istvaeones